# Eugamasus cornutus
Eugamasus cornutus är en spindeldjursart som först beskrevs av Giovanni Canestrini 1882.  Eugamasus cornutus ingår i släktet Eugamasus och familjen Parasitidae. Inga underarter finns listade i Catalogue of Life.